# Zeugma makii
Zeugma makii är en insektsart som beskrevs av Frederick Arthur Godfrey Muir 1914. Zeugma makii ingår i släktet Zeugma och familjen Derbidae. Inga underarter finns listade i Catalogue of Life.